# Eriphus haematoderus
Eriphus haematoderus är en skalbaggsart som beskrevs av Louis Alexandre Auguste Chevrolat 1862. Eriphus haematoderus ingår i släktet Eriphus och familjen långhorningar. Inga underarter finns listade i Catalogue of Life.